# Sokar
| O34 · V31 · D21 | G10 |

| O34 · V31 · D21 | G10 |

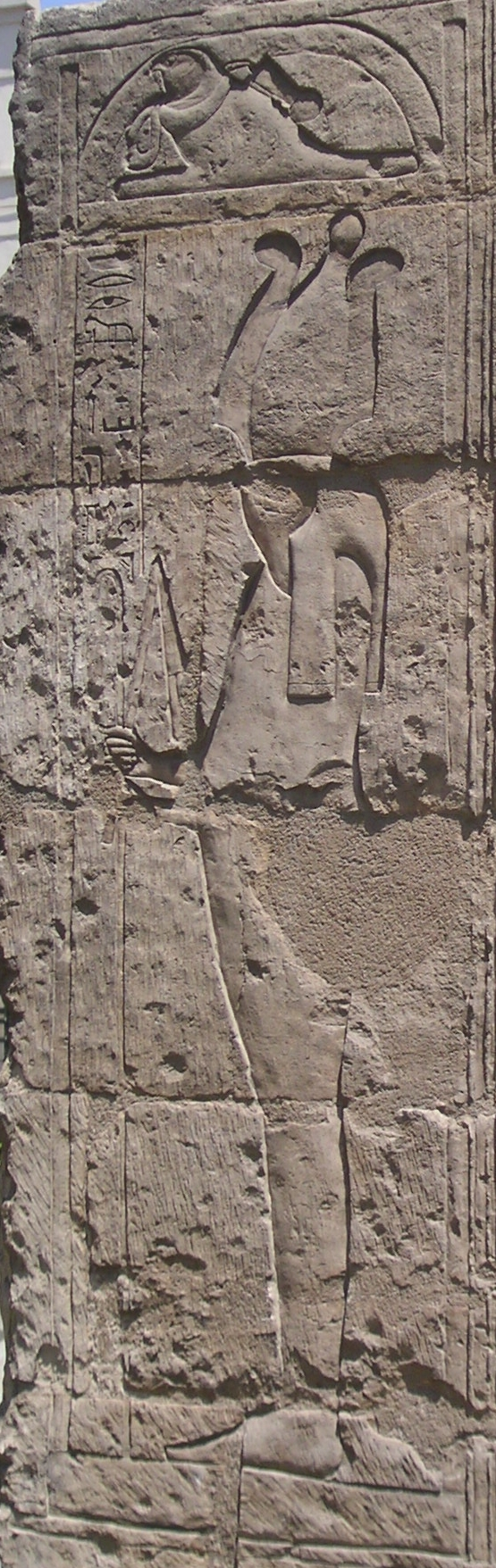
Bůh Sokar

Sokar (řecky Σοκαρις - Sokaris, etymologie jména je neznámá a pravděpodobně byla nejasná už Egypťanům) byl jedním ze staroegyptských bohů - vládců podsvětí a ochránců zemřelých. Původně byl nejspíše ochranným bohem mennoferské nekropole, podle prozatím neprokázané etymologie je z jeho jména odvozen současný název archeologické lokality Sakkára.
Sokar patří k nejstarodávnějším egyptským bohům, jeho ikonografie je doložena už od Staré říše: vystupuje jako významná postava v Textech pyramid, kde je spojován se znovuzrozením slunce a panovníka. Byl spojován s významově nebo ikonograficky blízkými bohy, zejména s Anupem, ale také s Usirem. Toto druhé spojení je obzvláště významné, neboť v pozdějším náboženském myšlení představuje jeden z hlavních aspektů Usira jako podsvětního boha.